# Хабсбурги
Хабсбургите (на немски: Habsburg) са династия, произлизаща от днешна Швейцария, която от 1278 до 1918 г. управлява редица европейски и американски страни, между които Австрия (херцози 1278 – 1453; ерцхерцози 1453 – 1804, императори 1806 – 1867), Австро-Унгария (императори 1867 – 1918), Испания (крале 1504 – 1700), Нидерландия (днешните Белгия, Холандия и Люксембург), Унгария (1526 – 1918), Хърватия, Босна и Херцеговина, Чехия (1444 – 1457), Португалия, Мексико, Модена (херцози 1796 – 1860), Тоскана (велики херцози 1765 – 1860) и др. Освен това дава императорите на Свещената Римска империя (1273 – 1291; 1298 – 1308; 1438 – 1740; 1745 –1806)

## Възникване и установяване в Австрия
В началото на 11 век в Югозападна Германия (днес в Швейцария) на южния бряг на Рейн между Базел и Цюрих съществува замъкът Хабихтсбург или „Ястребовият замък“. Именно неговите господари стават основоположници на рода на Хабсбургите. През 12 век те налагат властта си на още няколко територии по течението на Рейн – Зундгау, Брийзгау, парчета земя на брега на Боденското езеро и по началното течение на Дунав. Дотук те все още са от малките германски родове, но през 1273 г. Рудолф I успява да уреди избора си за Свещен римски император. Тогава този пост носи големи предимства и най-вече правото да се отнемат земи. Скоро след избора Рудолф се оказва въвлечен във война с могъщия чешко-моравски крал Пршемисъл Отокар II, който също е кандидатствал за поста. Въпреки привидната неравнопоставеност на силите, Рудолф се оказва победител, а в битката при Мюрхфелд през 1278 г. неговият противник е убит. Тази смърт развързва ръцете на императора и той обръща поглед към богатата област Австрия, която няма владетел и поради това е на негово разположение.
Австрия е оформена като марка (гранична военна териториална единица на ранното Германско кралство) през 976 г. от баварския крал Ото I Швабски. До 1246 г. се управлява от династията Бабенберг, която често седи и на баварския престол. Разцветът на Бабенбергова Австрия настъпва при управлението на Хайнрих II Язомиргот (1141 – 1177), който е обявен за херцог през 1156 г. и мести столицата от Клостернойбург във Виена. През 1198 г. чрез династичен брак Австрия се свързва със съседната област Щирия. Когато Бабенбергите се изчерпват, тогавашния император Фридрих II конфискува областта и я прикрепва към Империята. Рудолф I обаче променя това положение и заедно с Щирия прави двете области наследствени владения на Хабсбургите.
Хабсбургите са характерни с това, че разширяват властта и влиянието си не чрез войни, а чрез династични бракове. Така те наследяват останали без династии херцогства и графства, а по-късно – и кралства. Не е случайно, че за дълъг период от време девизът на Хабсбургите е „Bella gerunt alii, tu, felix Austria, nube!“, тоест „Докато другите воюват, ти, щастлива Австрия, се жениш!“. През 1335 и 1363 именно чрез такива бракове те наследяват близки държавици като Крайна, Каринтия, Тирол и Форарлберг (днес австрийски провинции) и създават значителна обща държава, в която всяка област има своите права и самоуправление. От 1298 до 1308 г. отново императорът е Хабсбург – Албрехт I, син на Рудолф I. Скоро след това настъпва криза и разцепване на Хабсбургите и те стигат отново до имперския престол едва през 1438 г.

### Херцози на Австрия (1278 – 1453), крале на Германия, Чехия и Унгария от династията на Хабсбургите
- 1278 – 1282: Рудолф I (1.5.1218 – 15.7.1291), син на Албрехт IV Мъдри, граф на Хабсбург (1239/40 – 1291), ландграф на Зундгау (1239 – 1273) крал на Германия (1273 – 1291), херцог на Каринтия (1276 – 1386), ∞ (1) 1245 за Гертруда (1225 – 1281), дъщеря на граф Буркхард V фон Хоенберг, от която има девет деца, достигнали пълнолетие; ∞ (2) 1284 за Изабела (Агнеса) 1270 – 1323), дъщеря на бургундския херцог Хуго IV, от която няма деца.
- 1282 – 1308: Албрехт I (юли 1255 – 1.5.1308), първи син на Рудолф I, ландграф на Зундгау (1273 – 1282; 1290 – 1298), херцог на Щирия (1282 – 1308), крал на Германия (1298 – 1308), ∞ 1274 за Елизабета (1262 – 1313), дъщеря на тиролския граф Майнхард II, от която има единадесет деца, достигнали пълнолетие.
- 1282 – 1290: Рудолф II Добродушния (1271 – 10.5.1290), трети син на Рудолф I, ландграф на Зундгау (1273 – 1290), ∞ 1289 за Агнешка (1269 – 1296), дъщеря на чешкия крал Отокар II, от която има един син.
- 1298 – 1307: Рудолф III (ок. 1282 – 4.7.1307), първи син на Албрехт I, ландграф на Зундгау (1298 – 1307), крал на Чехия (Рудолф I Хабсбург, 1306 – 1307), ∞ (1) 1300 за Бланка (†1305), дъщеря на френския крал Филип III, от която има едно починало дете; ∞ (2) 1306 за Рикса Елжбета (1288 – 1335), дъщеря на полския крал Пшемисъл II, от която няма деца.
- 1308 – 1330: Фридрих I Красивия (1289 – 13.1.1330), втори син на Албрехт I, антикрал на Германия (Фридрих III Красивия, 1314 – 1322; 1325 – 1330), ∞ 1315 за Изабела (1302 – 1330), дъщеря на краля на Арагон Хайме II, от която има три дъщери, достигнали пълнолетие.
- 1308 – 1326: Леополд I (4.8.1290 – 28.2.1326), трети син на Албрехт I, ландграф на Зундгау (1307 – 1326), ∞ 1315 за Катерина (†1336), дъщеря на граф Амадей V Савойски, от която има една дъщеря.
- 1330 – 1358: Албрехт II Мъдрия (12.12.1298 – 16.8.1358), четвърти син на Албрехт I, граф на Фарет (1324 – 1358), ландграф на Зундгау (1326 – 1358), херцог на Каринтия (1335 – 1358), ∞ 1324 за графинята на Фарет и Алткирх Йохана фон Пфирт (1300 – 1351), от която има пет деца, достигнали пълнолетие
- 1308 – 1327: Хайнрих (1299 3.2.1327), пети син на Албрехт I, ∞ 1314 за Елизабет (†1343), дъщеря на граф Рупрехт II фон Вирнебург, от която няма деца.
- 1329 – 1339Ото IV (23.7.1301 – 26.2.1339), шести син на Албрехт I, ландграф на Зундгау (1326 – 1339), херцог на Каринтия (1335 – 1339), ∞ (1) 1325 за Елизабета (1306 – 1330), дъщеря на херцога на Долна Бавария Стефан I, от която има две деца, които не достигат пълнолетие; ∞ (2) 1335 за Анна (1319 – 1338), дъщеря на чешкия крал Ян Люксембургски, от която няма деца.
- 1358 – 1365: Рудолф IV Великодушния (1.11.1339 – 27.7.1365), първи син на Албрехт II, херцог на Щирия и Каринтия (1358 – 1365), ландграф на Зундгау (1358 – 1365), граф на Тирол (1363 – 1365), ∞ 1357 за Катарина (1342 – 1395), дъщеря на императора на Свещената Римска империя Карл IV, от която няма деца.
- 1365 – 1395: Албрехт III (9.9.1349 – 29.8.1395), втори син на Албрехт II, херцог на Каринтия (1358 – 1379), ландграф на Зундгау (1365 – 1395), ∞ (1) 1366 за Елизабет (1358 – 1373), дъщеря на императора на Свещената Римска империя Карл IV, от която няма деца; ∞ (2) 1375 за Беатрис (†1414), дъщеря на бургграф Фридрих V фон Нюрнберг, от която има един син. Основател на Албертинската (австрийска) линия.
- 1365 – 1379: Леополд III (1.11.1351 – 9.7.1386), трети син на Албрехт II, Херцог на Щирия, Каринтия и Крайна и граф на Тирол (1365 – 1386), ∞ 1365 за Верде (ок. 1352 – 1414), дъщеря на сеньора на Милано Бернабо I Висконти, от която има шест деца, достигнали пълнолетие. Основател на Леополдинската (Щирийска) линия.[4]

### Хабсбургско деление следРудолф IV
Албертинска (Австрийска) херцогска линия:
- 1395 – 1404: Албрехт IV Търпеливия (19.9.1377 – 14.9.1404), син на Албрехт III, ∞ 1390 за Йофана-София (1373 – 1410), дъщеря на баварския херцог Албрехт I, от която има дъщеря и син.
- 1404 – 1439: Албрехт V (10.8.1397 – 27.10.1439), син на Албрехт IV, под името Албрехт ІІ крал на Унгария (1437 – 1439), крал на Чехия (1438 – 1439), крал на Германия (1438 – 1439), ∞ 1421 за Елизабет (1409 – 1442), дъщеря на германския император Сигизмунд Люксембургски, от която има две дъщери и един син, достигнали пълнолетие.
- 1439 – 1453: Владислав Постум (22.2.1440 – 23.11.1457), син на Албрехт V, крал на Унгария (Ласло V, 1450 – 1457), крал на Чехия (Владислав Погробек 1453 – 1457), неженен.[4]

Леополдинска (Щирийска) херцогска линия:
- Вилхелм (1370 – 15.7.1406), първи син на Леополд III, херцог на Щирия, Каринтия, Крайна и Предна Австрия (1386 – 1406), ∞ 1401 за кралицата на Неапол Джована II Анжуйска (1373 – 1435), от която няма деца.
- Леополд IV (1371 – 3.6.1411), втори син на Леополд III, херцог на Австрия (1386 – 1411), ∞ 1393 за Катарина (1378 – 1425), дъщеря на бургундския херцог Филип II, от която няма деца.
- Ернст Железни (1377 – 10.6.1424), трети син на Леополд III, херцог на Щирия (1406 – 1424), Каринтия и Крайна (1411 – 1424), ∞ (1) 1392 за Малгоржата (ок. 1366 – 1407/10), дъщеря на западнопоморския княз Бохуслав V Велики, от която няма деца; ∞ (2) 1412 за Кимбурга (1394/97 – 1429), дъщеря на мазовецкия княз Земовит IV (V), от която има девет деца, но само четири от тях достигат пълнолетие.
- Фридрих IV (1382 – 24.6.1439), четвърти син на Леополд III, граф на Тирол (1406 – 1439), херцог на Предна Австрия (1411 – 1439), ∞ (1) 1406 за Елизабет (1381 – 1408), дъщеря на германския крал Рупрехт, от която няма живи деца; ∞ (2) 1410 за Анна (†1432), дъщеря на херцог Фридрих фон Брауншвайг-Гьотинген, от която има само един син, достигнал пълнолетие.
- Фридрих V (21.9.1415 – 19.8.1493), първи син на Ернст Железни, херцог на Австрия, Каринтия, Щирия и Крайна (1424 – 1493), крал на Германия (Фридрих IV 1440 – 1493), император на СРИ (Фридрих ІІІ 1452 – 1493), от 1457 г. ерцхерцог на Австрия, ∞ 1452 за Елеонора-Елена (1434 – 1467), дъщеря на португалския крал Дуарте, от която има пет деца, но само две от тях достигат пълнолетие.
- Сигизмунд (26.10.1427 – 4.3.1496), син на Фридрих IV, ландграф на Зундгау (1439 – 1489), граф на Тирол (1439 – 1490), херцог на Предна Австрия (1446 – 1490), ∞ (1) 1449 за Елеонор (1427 – 1480), дъщеря на шотландския крал Джеймс I, от която име едно рано починало дете; ∞ (2) 1484 за Катарина (1468 – 1524), дъщеря на саксонския херцог Албрехт Мъжествения, от която няма деца.
- Албрехт VI (18.12.1418 – 2.12.1463), втори син на Ернст Железни, херцог на Австрия (1444 – 1446), ерцхерцог на Австрия (1457 – 1463), ∞ 1452 за Мехтхилд (1419 – 1482), дъщеря пфалцкия курфюрст Лудвиг III, от която няма деца.

През 1457 г. император Фридрих III преобразува Херцогство Австрия чрез „Privilegium maius“ на Ерцхерцогство Австрия и херцозите получават титлата ерцхерцог.

## Максимилиан I и Карл V
Албрехт II Хабсбург остава император само една година до смъртта си. През 1439 г. е наследен от своя втори братовчед Фридрих III, с който започва дълголетната традиция Хабсбургите неизменно да седят на имперския престол. Тази длъжност е избираема и се е заемала от различни родове, но нещата се променят и оттук нататък тя винаги ще се свързва с Хабсбургите. Значително увеличение на силата на рода настъпва при Максимилиян I (1493 – 1519), сина на Фридрих III. Той има сполучлив династичен брак с Мария Бургундска – наследничка на голяма група държавици между Германия и Франция. След неочакваната ѝ смърт през 1482 той наследява тези земи, а между тях са днешните Бургундия, Лотарингия, Елзас, Фландрия, Холандия, Люксембург и други. Налага се да воюва с Франция, за да ги запази и не успява с всичките. След това се жени и за Анна Бретанска, наследничка на силното херцогство Бретан в западна Франция, но този опит да обгради Франция със свои земи се проваля, тъй като бракът е анулиран от папата. Вече като император той прави всичко, за да ожени сина си Филип за испанската инфанта Хуана Кастилска, правилно преценявайки, че тя може да се окаже наследник на Испания. Сватбата се състои през 1496 г. Действително, след като става принц на Нидерландия, Филип става и крал на Кастилия през 1504, но внезапно умира две години по-късно. Негов наследник е синът му Карл – един от най-могъщите Хабсбурги и владетели изобщо.
През 1506 г. той става принц на Нидерландия, през 1516 – крал на Кастилия и Арагон (тоест на Испания), както и на Сицилия, кралство Сардиния и кралство Неапол. А през 1519 г. наследява от дядо си Австрия и е избран за император под името Карл V. Никога от времето на Карл Велики толкова много земи и такава власт не са се събирали в ръцете на един човек и това не става с войни, а с династична политика. Времето на Карл V е кулминационният период в развитието на Хабсбургите. През 1521 г. той предава наследствените земи в Австрия на своя брат Фердинанд I и оттук нататък родът се разделя на два големи клона: австрийски и испански Хабсбурги. В Испания Карл V е наследен от сина си Филип II, който получава също Нидерландия, Бургундия, владенията в Италия, като освен посочените, междувременно към тях се прибавя и херцогство Милано (1545). През 1556 г. Карл абдикира от всичките си владения, както и от императорската титла по здравословни причини.

## Австрийските Хабсбурги до 1740 г.
Австрийските Хабсбурги водят началото си от Фердинанд I, брат на Карл V. Той също съумява да разшири значително земите и властта си благодарение на своя брак. Тъй като е женен за Анна Ягелонина, принцеса на Чехия и Унгария, когато брат ѝ Лайош II е убит от турците в битката при Мохач през 1526 г. и не оставя мъжки наследници, Фердинанд наследява тези две кралства. В началото Унгария практически е само тясна ивица земя по границата с Австрия, тъй като останалата част е под турска власт. Фердинанд се опитва да сложи под властта си автономната Трансилвания, също част от Унгария. Но унгарските аристократи са враждебно настроени и на Хабсбургите през цялото време ще им се налага да се борят със сепаратизма на Унгария. През 1556 г. Фердинанд е избран за император и оттук нататък до 1740 г. неизменно неговите наследници държат тази титла. От тях по-важни са: Рудолф II (1576 – 1612), Фердинанд II (1619 – 1637), Фердинанд III (1637 – 1658) и Леополд I (1658 – 1705). При Фердинанд II Хабсбургите се включват в Тридесетгодишната война против германските протестанти, което им коства много сили и средства и накрая води до тяхното поражение. Едва при Леополд I започва възстановяване. При него австрийската монархия разширява много териториите си. Първо по време на войната с Османската империя (1683 – 1699) Хабсбургските армии завладяват цяла Унгария, а по време на Войната за испанското наследство (1702 – 1714) завладяват Австрийска Нидерландия, Сицилия и Милано. Така след 1700 г. този клон на Хабсбургите се превръща в единствен, но достатъчно могъщ представител на рода. При Карл VI (1711 – 1740) настъпват нови разширения в Унгария, макар че е изгубена Сицилия. Този Хабсбург няма мъжки наследници и затова завещава всичко на любимата си дъщеря Мария Тереза, а повечето европейски държави предварително признават това в т. нар. Прагматическа санкция. Лятна резиденция на Хабсбургите е дворецът Шьонбрун във Виена.

### Ерцхерцози на Австрия, крале и императори на Германия (1440 – 1740
- Владислав Постум (22.2.1440 – 23.11.1457), (1453 – 1457), син на Албрехт V, крал на Унгария (Ласло V, 1450 – 1457), крал на Чехия (Владислав Погробек 1453 – 1457), неженен.
- Фридрих V (21.9.1415 – 19.8.1493), (1457 – 1493), първи син на Ернст Железни, херцог на Австрия, Каринтия, Щирия и Крайна (1424 – 1493), крал на Германия (Фридрих IV 1440 – 1493), император на СРИ (Фридрих ІІІ 1452 – 1493), ∞ 1452 за Елеонора-Елена (1434 – 1467), дъщеря на португалския крал Дуарте, от която има пет деца, но само две от тях достигат пълнолетие.
- Албрехт VI (18.12.1418 – 2.12.1463), (1457 – 1463) втори син на Ернст Железни, херцог на Австрия (1444 – 1446), ерцхе1457 – 1463), ∞ 1452 за Мехтхилд (1419 – 1482), дъщеря пфалцкия курфюрст Лудвиг III, от която няма деца.
- Матиас Корвин Хуниади (23.2.1440 – 6.4.1490) (1485 – 1490); регент-крал в Бохемия; крал на Унгария (Матиаш І 1458 – 1490).
- Максимилиан I, последният рицар, (22.3.1459 – 12.1.1519) (1493 – 1519), син на Фридрих V, крал на Германия (1486 – 1519); кайзер на (H.R.R.) (1508 – 1519), ∞ (1) 1477 за Мария (1457 – 1482), дъщеря на бургундския херцог Шарл Дръзки, от която има син и дъщеря; ∞ (2) 1494 за Бианка Мария (1472 – 1510), дъщеря на миланския херцог Галеацо Мария Сфорца, от която няма деца. Максимилиан I има още дванадесет извънбрачни деца от три метреси.
- Карл I (24.2.1500 – 21.9.1558) (1519 – 1521), първи син на испанския крал-консорт Филип I Красивия и внук на Максимилиан I, крал на Неапол (Карло IV 1516 – 1554); крал на Сицилия (Карло ІІ 1516 – 1556); крал на Испания (Карлос І 1516 – 1556); крал на Германия (Карл V 1519 – 1531); кайзер на (H.R.R.) (Карл V 1530 – 1556); херцог на Гелдерн (Карл V 1543 – 1555); херцог на Люксембург (Карл V 1516 – 1555), ∞ 1526 за Изабела (1503 – 1539), дъщеря на португалския крал Мануел I, от която има три деца, достигнали пълнолетие. Карл V има още две извънбрачни деца (дъщеря и син) от две метреси.
- Фердинанд I (10.3.1503 – 25.7.1564) (1521 – 1564), втори син на испанския крал-консорт Филип I Красивия и внук на Максимилиан I, крал на Бохемия и Унгария (1526 – 1564); крал на Германия (1531 – 1556); кайзер на (H.R.R.) (1556 – 1564), ∞ 1521 за Анна (1503 – 1547), дъщеря на чешкия Владислав II и унгарски крал Уласло II, от която има тринадесет деца, достигнали пълнолетие.
- Максимилиан II (31.7.1527 – 12.10.1576) (1564 – 1576), първи син на Фердинанд I, крал на Бохемия и Унгария (1564 – 1576); крал на Германия (1562 – 1564); кайзер на (H.R.R.) (1564 – 1576), ∞ 1548 за Мария (1528 – 1603), дъщеря на император Карл V, от която осем деца, достигнали пълнолетие.
- Карл II (3.6.1540 – 10.7.1590) (1564 – 1590), трети син на Фердинанд I, херцог на Щирия, Каринтия и Крайна (1564 – 1590), ∞ 1571 за Мария Анна (1551 – 1608), дъщеря на баварския херцог Албрехт V, от която има дванадесет деца, достигнали пълнолетие.
- Рудолф V (18.7.1552 – 20.1.1612) (1576 – 1608), първи син на Максимилиан II, крал на Бохемия и Унгария (Рудолф І 1576 – 1608); крал на Германия (1575 – 1612); кайзер на (H.R.R.) (Рудолф II 1576 – 1612), неженен.
- Матиас I (14.2.1557 – 20.3.1619) (1612 – 1619), трети син на Максимилиан II, крал на Бохемия и Унгария (Матиас II 1608 – 1618); кайзер на (H.R.R.) (1612 – 1619), ∞ 1611 за Анна (1585 – 1618), дъщеря на тиролския ерцхерцог Фердинанд II, от която няма деца.[10]
- Фердинанд II (9.7.1578 – 15.2.1637) (1619 – 1637), първи син на Карл II, ерцхерцог на Щирия (1590 – 1637); крал на Бохемия (1617 – 1619, 1620 – 1637); крал на Унгария (1618 – 1637); кайзер на (H.R.R.) (1619 – 1637), ∞ (1) 1600 за Мария Анна (1574 – 1616), дъщеря на баварския херцог Вилхелм V, от която има четири деца, достигнали пълнолетие; ∞ (2) 1622 за Елеонора (1598 – 1655), дъщеря на херцога на Мантуа Винченцо I Гонзага, от която няма деца.
- Фердинанд III (13.7.1608 – 2.4.1657) (1637 – 1657), първи син на Фердинанд II, крал на Бохемия и Унгария (1637 – 1647, 1654 – 1657); крал на Германия (1636 – 1637); кайзер на (H.R.R.) (1637 – 1657), ∞ (1) 1631 за Мария-Анна (1606 – 1646), дъщеря на испанския крал Фелипе III, от която има три пълнолетни деца; ∞ (2) 1648 за Мария Леополдина (1632 – 1649), дъщеря на тиролския ерцхерцог Леополд V, от която има един син; ∞ (3) 1651 за Елеонора Мадалена (1655 – 1720), дъщеря на херцог Карло II Гонзага-Невер, от която има три пълнолетни деца.
- Леополд V Игнаций 9.6.1640 – 5.5.1705) (1657 – 1705), втори син на Фердинанд III, крал на Бохемия и Унгария (1657 – 1705); крал на Германия (1657 – 1658); кайзер на (H.R.R.) (Леополд І 1658 – 1705), ∞ (1) 1666 за Маргарита-Тереза (1651 – 1673), дъщеря на испанския крал Филип IV, от която има само една дъщеря; ∞ (2) 1673 за Клаудия Фелисита (1653 – 1676), дъщеря на тиролския ерцхерцог Фердинанд Карл, от която няма живи деца; ∞ (3) 1676 за Елеонора Магдалена (1655 – 1720), дъщеря на пфалцкия курфюрст Филип Вилхелм, от която има шест деца, достигнали пълнолетие.
- Йозеф I (26.6.1678 – 17.4.1711) (1705 – 1711), първи син на Леополд I (V), крал на Германия (1690 – 1705); крал на Бохемия и Унгария (1705 – 1711); кайзер на (H.R.R.) (1705 – 1711), ∞ 1699 за Вилхелмина Амалия (1673 – 1742), дъщеря на херцог Йохан Фридрих фон Брауншвайг-Каленберг, от която има две дъщери.
- Карл II Франц Йозеф 1.10.1685 – 20.10.1740) (1711 – 1740), втори син на Леополд I (V) крал на Бохемия (Карл II) и Унгария (Карл III) (1711 – 1740); кайзер на (H.R.R.) (Карл VI 1711 – 1740); херцог на Люксембург (Карл VI 1714 – 1740); крал на Неапол (Карло VI 1713 – 1734); херцог на Парма (Карло ІІ 1735 – 1740), ∞ 1708 за Елизабет Кристина (1691 – 1750), дъщеря на херцог Лудвиг Рудолф фон Брауншвайг-Волфенбютел, от която има две дъщери, доживели пълнолетие.[11]

## От Мария Тереза до Франц Йозеф
Мария Тереза наследява Австрия, Чехия и Унгария, но тъй като е жена няма право на императорската корона. Използвайки слабостта на династията, противниците на Австрия издигат претенции за части от наследството. Прусия начело с Фридрих II иска Силезия, Франция иска Нидерландия, а Савоя иска Милано. Започва Войната за австрийското наследство, загубена от Мария Тереза поне срещу Прусия, която отнема Силезия. Опитът да се възстанови положението в кървавата Седемгодишна война (1756 – 1763) няма успех и Австрия се примирява с тази загуба. От 1745 г. престолът на Империята отново е в ръцете на Хабсбургите в лицето на Франц I – бивш херцог на Лотарингия, после на Тоскана и съпруг на Мария Тереза. Независимо че не е императрица, тя оказва силно влияние върху мъжа си и върху следващия император, сина ѝ Йозеф II (1765 – 1790). Със серия реформи тя стабилизира държавата, насърчава образованието, увеличава властта на монарха и постепенно превръща Австрия в една териториална империя. Именно затова тя оцелява, когато през френските Революционни войни изгубва Нидерландия и когато Наполеон I ликвидира Свещената Римска империя (1806). Оттогава съществува т. нар. Австрийска империя, а столица продължава да бъде Виена.
Формално наследниците на Мария Тереза принадлежат на Лотарингския род (те са 16 – 11 момичета и 5 момчета), но де факто продължават да се приемат за Хабсбурги. Дългото управление на внука ѝ Франц II (1792 – 1835) е пълно с перипетии, но победата на Наполеонова Франция и водещата роля на Австрия във възстановяването на европейския ред са безспорни постижения. Неговият син и наследник Фердинанд I (1835 – 1848) е свален от революция във Виена и на негово място идва Франц Йозеф – най-дълго управлявалият Хабсбург. Когато се възкачва на престола, той е на 18 години, а когато умира през 1916, е на 86. Неговият единствен син Рудолф се самоубива 1889 г. в замъка Майерлинг; брат му Максимилиян се впуска в една авантюра в Мексико и след кратко управление като „император“ също е убит (1867). В същото време военната катастрофа срещу Прусия (поражението при Садова) води до нужда от преустройство на държавата. За да осигури лоялността на унгарците, през 1867 г. Франц Йозеф трансформира Австрийската империя в Австро-Унгария, като им дава право на собствен парламент и правителство (т.нар. Аусглайх). По този начин съставената от множество народности империя оцелява още половин век.
Краят на Австро-Унгария и на Хабсбургите като влиятелен европейски род идва след края на Първата световна война. Като съюзници на Германия австрийците са победени. След 1916 г. император е Карл I, внук на брата на Франц Йозеф. Макар и млад, той не успява да извади навреме държавата си от съюза с Германия. Дори и това не би я спасило. В нея живеят твърде много и различни народи, които сега искат свободата си – германци, унгарци, чехи, словаци, поляци, румънци, украинци, сърби, италианци, хървати, бошняци. През октомври и ноември 1918 г. Австро-Унгария капитулира пред Антантата и се разпада. На мястото ѝ се създават Австрийската република и Кралство Унгария. Именно към унгарския престол, който остава незает, се приковава вниманието на абдикиралия Карл Хабсбург, но двата му опита да бъде избран за крал през 1921 г. се провалят.

### Ерцхерцози и императори на Австрия (Австро-Унгария) (1740 – 1918) и императори на СРИ (1740 – 1806)
- Мария Тереза (13.5.1717 – 29.11.1780) (1740 – 1780), първа дъщеря на Карл II (V), кралица на Бохемия и Унгария (1740 – 1780); херцогиня на Люксембург (1745 – 1765); херцогиня на Милано (1740 – 1780); херцогиня на Парма (1740 – 1748), ∞ 1736 за германския император Франц I, от когото ражда шестнадесет деца, от които дванадесет достигат пълнолетие.
- Йозеф II (13.3.1741 – 20.2.1790) (1780 – 1790), първи син на Мария Тереза и император Франц I, крал на Германия (1764 – 1765); кайзер на (H.R.R.) (1765 – 1790); крал на Бохемия и Унгария (1780 – 1790); херцог на Милано (1780 – 1790), ∞ (1) 1760 за Мария-Изабела (1741 – 1763), дъщеря на пармския херцог Филип I, от която има две рано починали деца; ∞ (2) 1765 за Мария Йозефа (1739 – 1767), дъщеря на германския император Карл VII, от която няма деца.
- Леополд VI 5.5.1747 – 1.3.1792) (1790 – 1792), трети син на Мария Тереза и император Франц I, крал на Бохемия и Унгария (1790 – 1792); кайзер на (H.R.R.) (Леополд II 1790 – 1792); херцог на Милано (1790 – 1792); велик херцог та Тоскана (Леополд I 1765 – 1790), ∞ 1765 за Мария-Лудовика (1745 – 1792), дъщеря на испанския крал Карлос III, от която има шестнадесет деца, три от които умират в детска възраст.
- Франц I Йозеф Карл (12.2.1768 – 2.3.1835) (1792 – 1835), първи син на Леополд II (VI), кайзер на (H.R.R.) (Франц II 1792 – 1806); кайзер на Австрия (1804 – 1835); крал на Бохемия и Унгария (1792 – 1835); херцог на Милано (1797 – 1799, 1799 – 1800), ∞ (1) 1788 за Елизабет Вилхелмина (1767 – 1790), дъщеря на херцог Фридрих Евгений II фон Вюртемберг-Щутгарт, от която има един рано починал син; ∞ (2) 1790 за Мария Тереза (1772 – 1807), дъщеря на краля на Двете Сицилии Фердинандо I, от която има седем деца, достигнали пълнолетие; ∞ (3) 1808 за Мария Лудовика (1787 – 1816), дъщеря на херцога на Модена Фердинанд Карл, от която няма деца; ∞ (4) 1816 за Каролина (Шарлота) Августа (1792 – 1873), дъщеря на краля на Бавария Максимилиан I Йозеф, от която също няма деца.
- Фердинанд IV 19.4.1793 – 29.6.1875) (1835 – 1848), първи син на Франц II (I), кайзер на Австрия (1835 – 1848), крал на Бохемия и Унгария (Фердинанд V 1835 – 1848), ∞ 1831 за Мария Анна (1803 – 1884), дъщеря на краля на Сардиния Виктор Емануил I Савойски, от която няма деца.
- Франц Йосиф I 18.8.1830 – 21.11.1916) (1848 – 1916), племенник на Фердинанд I (IV), кайзер на Австрия (1848 – 1867); крал на Унгария и Бохемия (1848 – 1916); кайзер на Австро-Унгария (1867 – 1916), ∞ 1854 за Елизабет (Сиси) (1837 – 1898), дъщеря на баварския херцог Максимилиан Йозеф, от която има две дъщери и един син.
- Карл IV (17.8.1887 – 1.4.1922) (1916 – 1918), внук на Карл Лудвиг, брат на Франц Йосиф I, кайзер на Австро-Унгария (Карл I 1916 – 1918)); крал на Унгария и Бохемия (1916 – 1918), ∞ 1911 за Цита (1892 – 1989), дъщеря на херцог Роберто I Бурбон-Пармски, от която има осем деца. Отказва се от управлението на 3 април 1919.[15]

## Испанските Хабсбурги
Фелипе II (известен и като Филип II) е най-могъщият испански крал (1556 – 1598). Когато му завещава земите си, Карл V му казва, че е спокоен, че ги оставя в добри ръце. Едва ли обаче самият Фелипе II е могъл да каже същото при смъртта си. Първородният му син дон Карлос има психични отклонения и рано е отстранен от наследството, а след това и убит. Единственият друг син е Фелипе III (1598 – 1621) чак от четвъртата му съпруга. Той далеч не е надарен с качествата на баща си и попада под влиянието на придворни фаворити. Същото важи и за Фелипе IV (1621 – 1665), по чието време властта дълго е в ръцете на граф де Оливарес. Накрая идва Карлос II (1665 – 1700) – момче, което олицетворява парадоксите на роднинските бракове (тъй като най-често Хабсбургите се женят за свои братовчедки или племенници). Той мисли бавно и се движи бавно и е цяло чудо на медицината, че не умира в детството си. Състоянието му има своето обяснение в това, че баща му е на 56 години при раждането, и че разликата с майка му е 29 години, а и тя е племенница на краля. При това здравословно състояние Карлос II не може да има деца, въпреки че се жени два пъти и логично със смъртта му линията на испанските Хабсбурги се изчерпва. За неговия престол и всички испански владения претенции имат най-вече Франция и австрийските братовчеди на краля и между тях се води дълга и изтощителна война преди френският принц Филип д'Анжу да наследи Испания, а австрийците да вземат Нидерландия и Сицилия.
Освен Испания този клон на Хабсбургите владее и Испанска Нидерландия, части от Италия, огромни и богати колонии в Америка и Филипините, а през 1580 г. успешно присъединяват към короната си Португалия с нейните колонии. Лоялността на португалците продължава само до 1640 г., когато те започват тридесетгодишна война за освобождение. Освен това тъй като Испания значително отслабва през 18 век, много от земите ѝ са отнети най-вече от Франция. Най-рано тя губи северните нидерландски провинции (днес Холандия), където през 1566 г. започва революция, продължила до 1609 г. Окончателното признаване на тяхната независимост става чак през 1648 г. През 1659 г. Франция отнема Русийон и Артоа, а впоследствие и Бургундия. В определени периоди армиите на Луи XIV владеят цяла Испанска Нидерландия, контролират Сицилия и превземат Барселона.

### Крале на Испания (1516 – 1700)
- Карлос I (24.2.1500 – 21.9.1558) (1516 – 1556), първи син на испанския крал-консорт Филип I Красивия и внук на Максимилиан I, крал на Неапол (Карло IV 1516 – 1554); крал на Сицилия (Карло ІІ 1516 – 1556); крал на Германия (Карл V 1519 – 1531); кайзер на (H.R.R.) (Карл V 1530 – 1556); херцог на Гелдерн (Карл V 1543 – 1555); херцог на Люксембург (Карл V 1516 – 1555), ∞ 1526 за Изабела (1503 – 1539), дъщеря на португалския крал Мануел I, от която има три деца, достигнали пълнолетие. Карл V има още две извънбрачни деца (дъщеря и син) от две метреси.
- Фелипе II (21.5.1527 – 13.9.1598) (1556 – 1598), син на Карлос I, херцог на Милано (1554 – 1598), номинален крал на Неапол (Фелипе I, 1554 – 1598), крал на Сицилия (Фелипе I, 1556 – 1598), крал на Португалия (Фелипе I, 1581 – 1598), ∞ (1) 1543 за Мария-Мануела (1527 – 1545), дъщеря на португалския крал Жуау III, от която има един син, починал преди баща си; ∞ (2) 1554 за Мария I (1516 – 1558), дъщеря на английския крал Хенри VIII, от която няма деца; ∞ (3) 1560 за Елизабет (1545 – 1568), дъщеря на френския крал Анри II, от която има две дъщери; ∞ (4) 1570 за Анна (1549 – 1580), дъщеря на германския император Максимилиан II, от която има само един син, достигнал пълнолетие.
- Фелипе III (14.4.1578 – 31.3.1621) (1598 – 1621), син на Фелипе II, крал на Португалия (Фелипе II, 1598 – 1621), херцог на Милано (1598 – 1621), крал на Сицилия (Фелипе II, 1598 – 1621), номинален крал на Неапол (Фелипе II, 1598 – 1621), ∞ 1599 за Маргарита (1584 – 1611), дъщеря на щирийския ерцхерцог Карл II, от която има пет деца, достигнали пълнолетие.
- Фелипе IV (8.4.1605 – 17.9.1665) (1621 – 1665), първи син на Фелипе III, крал на Португалия (Фелипе III, 1621 – 1640), херцог на Милано (1621 – 1665), крал на Сицилия (Фелипе III, 1621 – 1665), номинален крал на Неапол (Фелипе III, 1621 – 1665), ∞ (1) 1621 за Елизабета (1602 – 1644), дъщеря на френския крал Анри IV, от която има син (починал преди баща си) и дъщеря, достигнали пълнолетие; ∞ (2) 1649 за Мариана (1635 – 1696), дъщеря на германския император Фердинанд II, от която има една дъщеря и един син, достигнали пълнолетие.
- Карлос II (6.11.1661 – 1.11.1700) (1665 – 1700), втори син на Фелипе IV, херцог на Милано (1665 – 1700), крал на Сицилия (Карло III, 1665 – 1700), номинален крал на Неапол (Карло III, 1665 – 1700), ∞ (1) 1679 за Мария Луиза (1662 – 1689), дъщеря на орлеанския херцог Филип I, от която няма деца; ∞ (2) 1690 за Мария-Анна (1667 – 1740), дъщеря на пфалцкия курфюрст Филип Вилхелм, от която също няма наследници.[18]